# Leonardius
Leonardius is een geslacht van halfvleugeligen (Hemiptera) uit de familie witte vliegen (Aleyrodidae), onderfamilie Aleurodicinae.
De wetenschappelijke naam van dit geslacht is voor het eerst geldig gepubliceerd door Quaintance & Baker in 1913. De typesoort is Aleurodicus lahillei.

## Soorten
Leonardius omvat de volgende soorten:
- Leonardius kellyae Martin, 2004
- Leonardius lahillei (Leonardi, 1910)